# Mimela abdominalis
Mimela abdominalis är en skalbaggsart som beskrevs av Ohaus 1902. Mimela abdominalis ingår i släktet Mimela och familjen Rutelidae. Inga underarter finns listade i Catalogue of Life.